# شرکت باربری
شرکت مارکو انگلیسی: Marocco Company یا شرکت باربری (انگلیسی: Barbary Company) یک شرکت تجاری تأسیس شده توسط ملکه الیزابت یکم (انگلستان) در سال ۱۵۸۵ بود.